# くるるの杜
くるるの杜（くるるのもり）は、北海道北広島市にある複合施設。

## 概要
ホクレン農業協同組合連合会（ホクレン）による都市・農村交流施設であり、農村空間の中に農場および調理・加工の体験施設、北海道産の農産物・畜産物を取扱う直売所やレストランなどを運営し、生産から消費までのプロセスを体感できる施設になっている。名称は一般公募によって選出しており、「くるる」はここに“来る”ことでかなう育てる・作る・食べる・感じる・つながるを表し、「杜」は人の営みの近くにあって温かく迎えてくれる場所を表し、農業を通じて様々な体験や感動が広がる場所であることを表している。

## 沿革
- 2010年（平成22年）：「農畜産物直売所」、「調理加工体験施設」が先行開業した後、全面開場[2]。
- 2014年（平成26年）：「もりのかふぇ」開店[3]。

## 施設
農作業・調理加工体験は事前の申込が必要であり（空きがあれば当日申込が可能）、定員が決まっている。料金は年齢に関わらず口数単位になっており、一家族で一口の申込が可能である。
農作業・調理加工体験
- 体験農場
- 調理加工体験施設
- 市民農園
- ビニールハウス
- 果樹園
- 田んぼ

農畜産物直売所
- 営業時間：10:00 - 17:00

農村レストラン
- ビュッフェレストラン
- 営業時間：11:00 - 15:30（受付時間：11:00 - 14:20）
- 座席：150席

もりのかふぇ
- 営業時間：10:00 - 15:30

## アクセス・駐車場
北海道道1080号栗山北広島線沿いに位置しており、道央自動車道北広島ICが最寄ICになっている。
- 北海道中央バス 大曲営業所
  - 「ふれあい学習センター」バス停から徒歩約5分
  - 「大曲末広3丁目」バス停から徒歩約10分（ジェイ・アール北海道バス空知線を含む）
- 北海道旅客鉄道（JR北海道）
  - 北広島駅から車で約13分
  - 札幌駅から車で約35分
- 駐車場：312台